# 闪金夜蛾属
闪金夜蛾属（学名：Plusidia）是夜蛾科的一属。

## 下属物种
本属包括以下物种：
- 闪金夜蛾 Plusidia cheiranthi (Tauscher, 1809)